# Odrub
Odrub era la diosa madre del Tíbet, adorada por los creyentes en la religión tradicional tibetana, conocida como Bön. Odrub tenía autoridad suprema sobre todos los aspectos de la vida tibetana. Su culto desapareció durante el reinado de Songtsen Gampo, el cual introdujo el taoísmo en el Imperio tibetano.
- Datos: Q6049081